# Balinsasayao Twin Lakes Natural Park
Der Balinsasayao Twin Lakes Natural Park ist ein Naturpark auf der Insel Negros auf den Philippinen. Er wurde am 21. November 2000 mit Inkrafttreten des Gesetzes 414 auf einer Fläche von 80,16 km² an der Nordostflanke des vulkanischen Inselgebirges Cuernos de Negros in der Provinz Negros Oriental nach den Richtlinien des National Integrated Protected Areas Systems eingerichtet. Der Naturpark liegt auf dem Gebiet der Gemeinden Valencia, Sibulan und San Jose.

## Aufbau und Gestaltung
Im Zentrum des Parks liegen der 76 Hektar große Balinsasayao-See und der 28 Hektar große Danao-See, die durch einen Höhenzug voneinander getrennt sind. Beide Seen sind ehemalige Vulkankrater, die sich über die Jahre mit Oberflächenwasser gefüllt haben. Sie liegen ca. 1.040 Meter über dem Meeresspiegel in einer Senke zwischen den Bergen Mount Mahungot im Süden, Mount Kalbasan im Norden, Mount Balinsasayao im Osten und Mount Guidabon im Westen.
Das Klima im Balinsasayao Twin Lakes Natural Park entspricht dem tropischen Klimatyp III, mit einer regenärmeren Saison von November bis April und der intensiveren Regenzeit von Mai bis Oktober.
Der Naturpark wird von einer dichten Regenwaldvegetation bedeckt und ist Heimat vieler bedrohter Tierarten wie dem Visayas-Pustelschwein (Sus cebifrons), des Prinz-Alfred-Hirsch (Cervus alfredi) oder der Negros-Spitzmaus (Crocidura negrina). 
Bei der Erfassung der Avifauna konnten unter anderem Bestände des Tariktik-Hornvogel (Penelopides panini), die Philippinenente (Anas luzonica), der Negros-Dolchstichtaube (Gallicolumba keayi) und des saisonal einfliegenden Rotscheitelreihers (Gorsachius goisagi) festgestellt werden.